# Reinello
Il Reinello è un torrente della Campania. Costituisce un affluente in sinistra idrografica del fiume Tammaro.

## Descrizione
Con una lunghezza di 17 chilometri è il secondo maggior affluente del Tammaro dopo la Tammarecchia. Il corso del torrente si svolge interamente in provincia di Benevento. Nasce nell'Appennino campano dal piccolo lago di Decorata (nel territorio di Colle Sannita), segna per 8 km il confine fra questo comune e quello di San Marco dei Cavoti, quindi tra questo e quello di Reino. Dopo circa 6 km confluisce nel fiume Tammaro, al confine con il comune di Pesco Sannita.